# Lopidea scutata
Lopidea scutata är en insektsart som beskrevs av Knight 1962. Lopidea scutata ingår i släktet Lopidea och familjen ängsskinnbaggar. Inga underarter finns listade i Catalogue of Life.